# فرانكي براون
فرانكي براون (بالإنجليزية: Frankie Brown)‏ هي لاعبة كرة قدم بريطانية، ولدت في 8 أكتوبر 1987 في اسكتلندا في المملكة المتحدة. شاركت مع منتخب اسكتلندا لكرة القدم للسيدات. أما مع النوادي، فقد لعبت مع Bristol City W.F.C. ‏.

## وصلات خارجية
- فرانكي براون على موقع الاتحاد الأوربي (الإنجليزية)
- فرانكي براون على موقع الاتحاد الإسكتلندي (الإنجليزية)
- فرانكي براون على موقع قاعدة بيانات كرة القدم.إي يو (الإنجليزية)
- فرانكي براون على موقع Soccerway.com (الإنجليزية)
- فرانكي براون على موقع عالم كرة القدم.نت (الإنجليزية)